# Harry Noller
Harry Francis Noller (* 10. Juni 1939 in Oakland, Kalifornien) ist ein US-amerikanischer Molekularbiologe und seit 1992 Direktor des Zentrums für molekulare Biologie der RNA an der University of California, Santa Cruz. Unter seiner Anleitung wurde beim Bakterium Thermus thermophilus weltweit erstmals mit Hilfe der Röntgenkristallographie die vollständige Struktur eines Ribosoms entschlüsselt. Darauf aufbauende Arbeiten führten zu detaillierten Erkenntnissen, wie Ribosomen die genetische Information von messenger-RNA in die Synthese von Proteinen überführen.
Harry Noller bestand 1960 das Bachelor-Examen (B.A.) im Fach Biochemie an der University of California, Berkeley und wurde 1965 im Fach Chemie bei Sidney A. Bernhard an der University of Oregon promoviert. Danach arbeitete er bis 1968 im Institut für Molekularbiologie der Universität Genf bei Alfred Tissières. 1968 kehrte er nach Kalifornien zurück und ist seitdem an der University of California, Santa Cruz tätig: zunächst als wissenschaftlicher Mitarbeiter und ab 1973 als Dozent im Fachgebiet Biologie, seit 1979 als Professor für Molekularbiologie, Zellbiologie und Entwicklungsbiologie.
Noller ist seit 1992 Mitglied der US-amerikanischen National Academy of Sciences, 1999 wurde er in die American Academy of Arts and Sciences und 2003 als auswärtiges Mitglied in die Russische Akademie der Wissenschaften gewählt. Für seine Arbeiten auf dem Gebiet der RNA- und Ribosomenforschung wurden ihm – gemeinsam mit Ada Yonath – 2004 der Massry-Preis und 2007 der Paul-Ehrlich-und-Ludwig-Darmstaedter-Preis verliehen; gleichfalls 2007 erhielt er den Gairdner Foundation International Award. 2012 wurde er mit dem Gregori-Aminoff-Preis und einem Ehrendoktorat der Universität Genf ausgezeichnet., Für 2017 wurde ihm der Breakthrough Prize in Life Sciences zugesprochen.

## Belege
1. ↑  Paul Ehrlich- und Ludwig Darmstaedter-Preis 2007 für Ada Yonath und Harry Noller. Pressemitteilung der Paul Ehrlich-Stiftung vom 12. Dezember 2006.

| Personendaten    | Personendaten                                                |
| ---------------- | ------------------------------------------------------------ |
| NAME             | Noller, Harry                                                |
| ALTERNATIVNAMEN  | Noller, Harry F.; Noller, Harry Francis (vollständiger Name) |
| KURZBESCHREIBUNG | US-amerikanischer Molekularbiologe                           |
| GEBURTSDATUM     | 10. Juni 1939                                                |
| GEBURTSORT       | Oakland, Kalifornien                                         |